# Let It Die (álbum de Feist)
Let it die es el segundo álbum de estudio de la cantante-compositora Feist. Fue grabado en París durante el 2002 y 2003 y lanzado el 18 de mayo de 2004. El álbum es considerado por los fanes y los críticos como una combinación de jazz, bossa nova e indie rock.[cita requerida]

## Historia y grabación
Feist es animada por Gonzales compañero en el grupo Broken Social Scene para que se trasladara a París y grabara su primer álbum. Y es allí donde el álbum fue grabado a través de una mezcla de varios géneros como folk, bossa nova, jazz pop, e indie rock que unidos a su «delicada y dulce voz» consigue «explorar varios mundos musicales sin perderse»
'Let it die fue recibido como uno de los mejores álbumes candienses del 2004, y recibió tres nominaciones a los Premios Juno del 2005 —ganando el de «mejor álbum alternativo» y «mejor artista novel». Let it die fue nominado de nuevo en el 2006 a los Premios Juno; esta vez por «Inside and out» como «single del año».
Let it die tuvo como resultado el «arrastre» de una audiencia más internacional. El álbum está dividido en composiciones originales en la primera mitad y versiones en la segunda mitad; canciones como «Secret Heart» de Ron Sexsmith, «Inside and out» de Bee Gees son hechas propias, y es más, «consigue diseccionar su desolación romántica». Un relanzamiento del CD en 2004 añadió una composición original como penúltima canción.
El sencillo «Mushabom» es un pun on sh-boom como estribillo, y Mushaboom, la comunidad canadiense del este de Halifax, Nueva Escocia, la provincia donde nació la cantante. La canción fue utilizada en un anuncio de una marca de ropa famosa.

## Lista de temas
Todas las canciones escritas y compuestas por Leslie Feist salvo indicadas. 
| Versión canadiense en Ats & Crafts |                                                                      |             |                                      |          |  |
| N.º                                | Título                                                               | Música      | Escritor(es)                         | Duración |  |
| 1.                                 | «Gatekeeper»                                                         |             | Feist, Gonzales                      | 2:16     |  |
| 2.                                 | «Mushaboom»                                                          |             |                                      | 3:44     |  |
| 3.                                 | «Let It Die»                                                         |             |                                      | 2:55     |  |
| 4.                                 | «One Evening»                                                        |             | Feist, Gonzales                      | 3:36     |  |
| 5.                                 | «Leisure Suite»                                                      |             | Feist, Gonzales                      | 4:07     |  |
| 6.                                 | «L'amour ne dure pas toujours»                                       |             | Françoise Hardy                      | 3:16     |  |
| 7.                                 | «Lonely Lonely»                                                      |             |                                      | 4:10     |  |
| 8.                                 | «When I Was a Young Girl» (tradicional, inspirada por Texas Gladden) | Tony Scherr |                                      | 3:08     |  |
| 9.                                 | «Secret Heart» (Ron Sexsmith)                                        |             |                                      | 3:49     |  |
| 10.                                | «Inside and Out»                                                     |             | Barry Gibb, Maurice Gibb, Robin Gibb | 4:17     |  |
| 11.                                | «Now at Last" (Bob Haymes)»                                          |             |                                      | 3:16     |  |

| version EE. UU./Reino Unido en Interscope |                           |          |  |
| N.º                                       | Título                    | Duración |  |
| 1.                                        | «Gatekeeper»              | 2:16     |  |
| 2.                                        | «Mushaboom»               | 3:44     |  |
| 3.                                        | «Let It Die»              | 2:55     |  |
| 4.                                        | «One Evening»             | 3:36     |  |
| 5.                                        | «Leisure Suite»           | 4:07     |  |
| 7.                                        | «Lonely Lonely»           | 4:10     |  |
| 8.                                        | «When I Was a Young Girl» | 3:08     |  |
| 9.                                        | «Secret Heart»            | 3:49     |  |
| 10.                                       | «Inside and Out»          | 4:17     |  |
| 11.                                       | «Tout doucement»          | 2:31     |  |
| 12.                                       | «Now at Last»             | 3:16     |  |

| edición Deluxe Arts & Crafts. Bonus tracks. 2004. |                                |                                 |          |  |
| N.º                                               | Título                         | Escritor(es)                    | Duración |  |
| 13.                                               | «Amourissima»                  | Gonzales, Feist, Pierre Grillet |          |  |
| 14.                                               | «L'Amour ne dure pas toujours» | Françoise Hardy                 |          |  |

| versión Australiana |                                                       |          |  |
| N.º                 | Título                                                | Duración |  |
| 1.                  | «Gatekeeper» (full mix)                               |          |  |
| 12.                 | «Lover's Spit» (live on XFM with Broken Social Scene) |          |  |

## Personal
- Gonzales - piano, varios instrumentos
- Feist - guitarra, voz
- Julien Chirol - trombón
- Frédéric Coudere - saxofón
- Renaud Letang - ingeniero, mezclador, productor

## Listas y posicionamiento

### Álbum
| Lista                              | Posición más alta |
| ---------------------------------- | ----------------- |
| Austrian Album Charts              | 51                |
| Belgian Album Charts (Wallonia)    | 47                |
| French Album Charts                | 38                |
| German Albums Chart                | 92                |
| U.S. Billboard 200 Top Heatseekers | 36                |

| Ciudad | Certificación | Ventas, envíos |
| ------ | ------------- | -------------- |
| Canada | Platinum      | 100,000        |